# Daniel Cravero
Daniel Oscar Cravero (Rafaela, Provincia de Santa Fe, Argentina; 28 de julio de 1965), apodado El Chango, es un futbolista argentino retirado y director técnico, que jugaba como mediocampista central. 

## Carrera profesional
Comenzó su carrera en Chaco For Ever en la década de 1980. Fue transferido posteriormente a Platense y en el año 1995 pasó a jugar en Lanús, alcanzando allí el mejor momento de su carrera.
El Chango comenzó a jugar para Lanús a la edad de 30 años. Se incorporó a esta institución a partir de la llegada del técnico Héctor Cúper, de cara al Torneo Apertura 1995. Con su presencia en el once titular, el conjunto granate alcanzó tres terceros puestos en forma consecutiva en Primera División, siendo primero en puntos sumando los dos torneos de 1996.
Fue una pieza fundamental para la obtención de la Copa Conmebol 1996, primer título internacional en la historia de Lanús. Un año después, fue subcampeón del mismo torneo en la edición 1997. Fue también subcapitán del equipo que en 1998 obtuvo el subcampeonato local en el Torneo Clausura.
Cravero era un futbolista con una excepcional aptitud para la marca y la recuperación de la pelota. Su presencia en el mediocampo constituía una barrera infranqueable para el ataque de los equipos rivales. Fue uno de los mejores jugadores argentinos de la época en su puesto, contando además con mucha experiencia tanto en el plano local como internacional.
A comienzos de 1999 fue víctima de un asalto, donde resultó herido de bala en una rodilla. Si bien esto lo alejó momentáneamente de las canchas de fútbol, se recuperó rápidamente y volvió a los entrenamientos. Al concluir el Torneo Clausura 1999, el técnico Mario Gómez lo separó del plantel por motivos que no trascendieron. Esto provocaría el alejamiento del Chango a comienzos del año 2000. Era el último jugador que quedaba del equipo campeón de 1996.
Regresó a Chaco For Ever, institución que lo vio nacer, y finalmente pasó a Gimnasia y Esgrima de Jujuy, donde se retiró definitivamente del fútbol. Luego comenzó a trabajar como director técnico.

## Clubes

### Como futbolista
| Club                        | País      | Año       |
| --------------------------- | --------- | --------- |
| Chaco For Ever              | Argentina | 1985-1991 |
| Platense                    | Argentina | 1991-1995 |
| Lanús                       | Argentina | 1995-2000 |
| Gimnasia y Esgrima de Jujuy | Argentina | 2000-2001 |

### Como entrenador
| Club                         | País      | Año       |
| ---------------------------- | --------- | --------- |
| Chaco For Ever               | Argentina | 2003-2006 |
| Guaraní Antonio Franco       | Argentina | 2006-2007 |
| Sol De America (Formosa)     | Argentina | 2008      |
| Sportivo Patria              | Argentina | 2008-2010 |
| Textil Mandiyú               | Argentina | 2011-2012 |
| Chaco For Ever               | Argentina | 2013      |
| Sportivo Patria              | Argentina | 2014      |
| Güemes (Santiago del Estero) | Argentina | 2014-2015 |
| Textil Mandiyú               | Argentina | 2015      |
| Central Norte de Salta       | Argentina | 2015      |
| Sportivo Patria              | Argentina | 2016-2017 |
| Sol De America (Formosa)     | Argentina | 2017-2018 |
| Chaco For Ever               | Argentina | 2020-2022 |
| Deportivo Mandiyú            | Argentina | 2023-2024 |
| Club Cipolletti              | Argentina | 2025-act. |

## Palmarés

### Como futbolista

#### Campeonatos nacionales
| Título     | Club           | País      | Año     |
| ---------- | -------------- | --------- | ------- |
| Nacional B | Chaco For Ever | Argentina | 1988-89 |

#### Campeonatos internacionales
| Título        | Club  | País      | Año  |
| ------------- | ----- | --------- | ---- |
| Copa Conmebol | Lanús | Argentina | 1996 |

### Como entrenador

#### Campeonatos nacionales
| Título                | Club           | País      | Año       |
| --------------------- | -------------- | --------- | --------- |
| Argentino B           | Chaco For Ever | Argentina | 2012-2013 |
| Federal A 2.º ascenso | Chaco For Ever | Argentina | 2021      |

#### Campeonatos regionales
| Título          | Club           | Liga          | Año  |
| --------------- | -------------- | ------------- | ---- |
| Torneo Apertura | Chaco For Ever | Liga Chaqueña | 2003 |
| Torneo Oficial  | Chaco For Ever | Liga Chaqueña | 2003 |
| Torneo Apertura | Chaco For Ever | Liga Chaqueña | 2004 |
| Torneo Clausura | Chaco For Ever | Liga Chaqueña | 2004 |
| Torneo Oficial  | Chaco For Ever | Liga Chaqueña | 2004 |